# 마산면 (서천군)
마산면(馬山面)은 대한민국 충청남도 서천군의 면이다.

## 개요
마산면은 판교면, 문산면과 더불어 3대 산악지대의 하나로 인구수와 인구밀도가 아주 적고 경지 면적도 적은 것이 특색이다. 남북으로 긴 면인데 노고산(229m)에서 월명산으로 남하하는 분수령을 경계로 부여군의 충화면과 접계하며 해발고도 50m 내외의 구릉으로 임야가 많다. 임야가 많아 산지를 이용한 밤, 단감 등의 임산물 소득과 수박·잎담배·부추·취나물 등 특용작물 재배가 활발하여 농업소득의 30% 상당을 차지하며, 한우사육도 농가 소득의 상당 부분을 차지하고 있다.

## 행정 구역
- 가양리(嘉陽里)
- 관포리(冠浦里)
- 나궁리(羅弓里)
- 군간리(軍干里)
- 마명리(馬鳴里)
- 벽오리(碧梧里)
- 삼월리(三月里)
- 소야리(所也里)
- 송림리(松林里)
- 시선리(時仙里)
- 신봉리(新鳳里)
- 신장리(新場里): 행정복지센터 소재지.
- 안당리(安堂里)
- 요곡리(堯谷里)
- 이사리(梨寺里)
- 지산리(芝山里)